# Сейнт Франсис (приток на Мисисипи)
Сейнт Франсис (на английски: Saint Francis River) е река в южната част на САЩ, в щатите Мисури и Арканзас, десен приток на Мисисипи. Дължината ѝ е 686 km, а площта на водосборния басейн – 19 600 km².
Река Сейнт Франсис води началото си на 333 m н.в., от източната част на платото Озарк, в окръг Айрън, в източната част на щата Мисури. Само в най-горното си течение протича по източния склон на платото Озарк, след което завива на юг и до устието си тече през Мисисипската низина, успоредно на река Мисисипи с бавно и спокойно течение. Влива се отдясно в река Мисисипи, на 52 m н.в., на 10 km северно от град Хелена-Западна Хелена, административен център на окръг Филипс, в източната част на щата Арканзас.
Площта на водосборния басейн на река Сейнт Франсис възлиза на 19 600 km², което представлява 0,66% от водосборния басейн на река Мисисипи и обхваща югоизточната част на щата Мисури и североизточната част на щата Арканзас. На север и запад водосборния басейн на Сейнт Франсис граничи с водосборните басейни на десните притоци на Мисисипи – Мерамек и Уайт Ривър, а на изток – с водосборните басейни на други по-малки десни притоци на Мисисипи. Основните ѝ притоци са два: Литъл Ривър (238 km, ляв) и Лейнгий (175 km, десен).
Река Сейнт Франсис има предимно дъждовно подхранване с ясно изразено пролетно пълноводие, а през есента силно намалява. Среден годишен отток 254,2 m³/s. През пролетта и началото на лятото е плавателна на 240 km от устието си за плитко газещи речни съдове. Водите ѝ се използват предимно за напояване, като за тази цел в горното ѝ течение, в щата Мисури е изграден язовирът „Уапапело“.